# Food, Inc.
Pour plus de détails, voir Fiche technique et Distribution.
Food, Inc. (Les Alimenteurs au Québec) est un documentaire américain de 2008, réalisé par Robert Kenner. 

## Synopsis
Le film s’inspire de l’essai Fast Food Nation d’Eric Schlosser. Il traite de la production de nourriture à grande échelle aux États-Unis et conclut que la viande et les légumes ainsi que le yaourt, les produits par ce type d’industrie sont mauvais pour la santé et pour l’environnement malgré les messages et l'imagerie présents sur les emballages des aliments. Pour cela l'enquête s'attache sur l'élevage industriel de bovins et d'ovins en interrogeant des éleveurs enchaînés à leurs emprunts dans le but de suivre le cahier des charges des grandes firmes agroalimentaires comme Cargill ou Smithfield Foods ainsi que sur le rôle prépondérant du maïs la plupart du temps maïs génétiquement modifié dans la composition de la quasi-totalité des produits vendus en supermarché aux Etats-Unis et ailleurs dans le monde. Le témoignage d'une mère devenue défenseuse des droits des consommateurs à la suite du décès accidentel de son fils, Kevin Kowalcyk, empoisonné par la bactérie Escherichia coli après avoir mangé un hamburger apporte un argument supplémentaire. Cette famille a obtenu gain de cause avec l'adoption de la Kevin's Law.
Le film est narré par Michael Pollan et Eric Schlosser.

## Fiche technique
- Réalisation, scénario, production : Robert Kenner
- Narration: Michael Pollan et Eric Schlosser
- Photographie : Richard Pearce
- Musique : Mark Adler
- Montage : Kim Roberts
- Distribution : Luminor

## Accueil
Le documentaire a généré une grosse controverse aux États-Unis[réf. nécessaire] et a été fortement critiqué par les grosses entreprises américaines engagées dans la production alimentaire industrielle.[réf. nécessaire]

## Distinctions
Food, Inc. est nommé en 2010 pour l’Oscar du meilleur film documentaire, la même année au Film Independent's Spirit Awards dans la catégorie meilleur documentaire, ainsi qu'au Festival du cinéma américain de Deauville.